# Hekkingia bordenavei
Hekkingia bordenavei är en violväxtart som beskrevs av H.E.Ballard och Munzinger. Hekkingia bordenavei ingår i släktet Hekkingia och familjen violväxter. Inga underarter finns listade i Catalogue of Life.